# Heart Warming Records
Heart Warming Records var ett amerikanskt skivbolag inriktat på gospelmusik. Skivbolaget startades 1962 i Nashville av John Benson Publishing Company och var under sin tid ett av de absolut största inom gospelmusik. Bolaget var tillsammans med systerbolaget Impact Records en del av Benson Records.
Bland annat var The Imperials och J. D. Sumner, som båda spelade in och turnerade med Elvis Presley, samt Oak Ridge Boys, The Rambos, Dottie Rambo och Samuelsons signade hos Heart Warming Records och Impact Records.
Bolagets producent Bob MacKenzie blev känd för att producera toppsäljande gospelskivor med Nashvilles bästa studiomusiker, kallade The Nashville A-Team, i RCA Studios där Nashvillesoundet skapats.
Benson Records såldes 1997 till Provident Label Group, som sedan 2008 är en del av Sony Music. Rättigheterna till namnet Heart Warming Records såldes 2006 till Homeland Entertainment Group.